# Zeekr

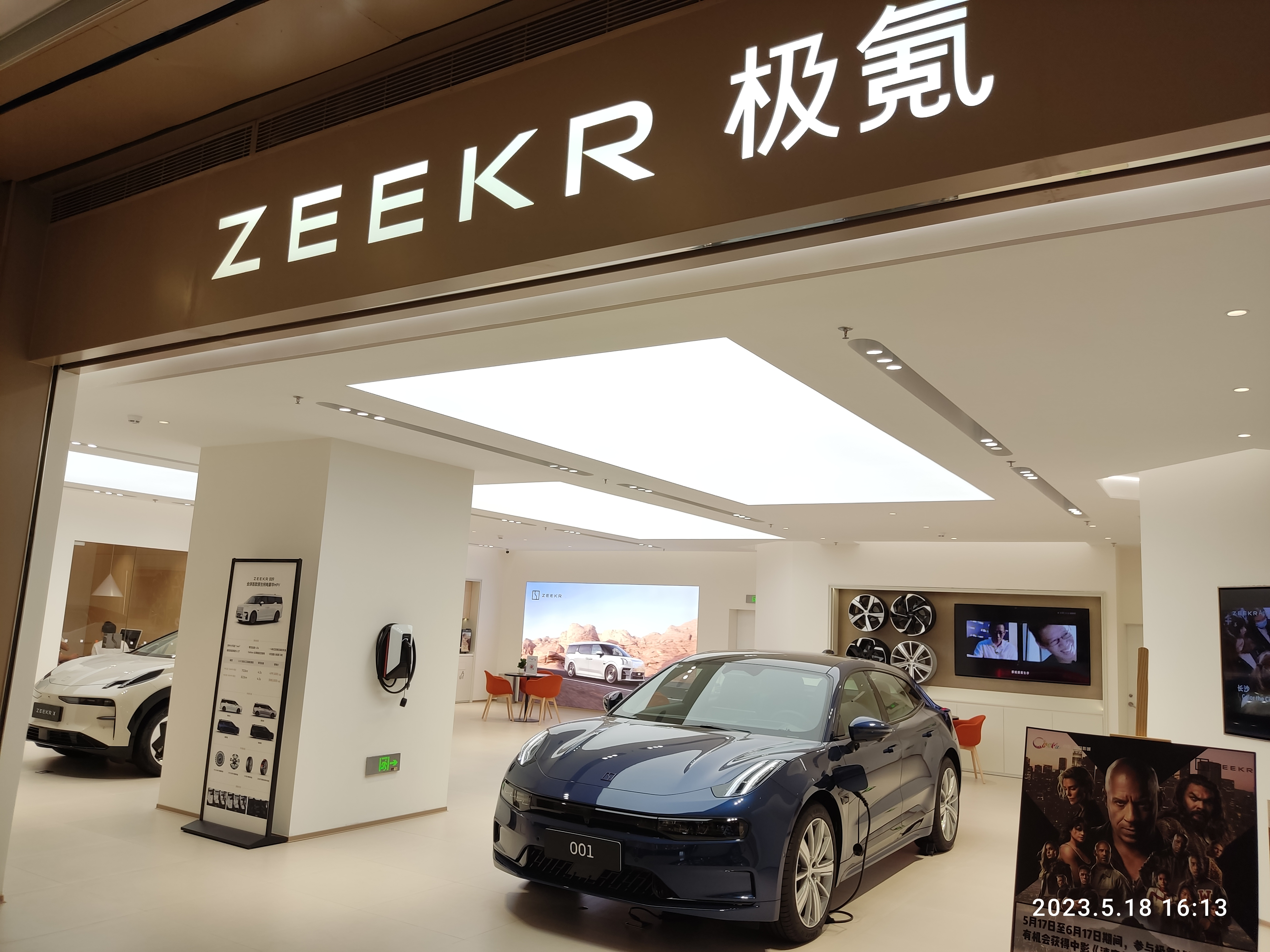
中国深圳のZeekrショールーム

Zeekr (ジーカー、极氪) は、吉利汽車が所有する中国の自動車ブランドである。2021年に設立され、プレミアムセグメントの電気自動車（EV）の開発・製造・販売を行っている。2024年5月、ニューヨーク証券取引所に上場した。

## 歴史
Zeekr は、以前は Geely の姉妹ブランド Lynk 新エネルギー電気自動車部門として知られ、2021 年 3 月 23 日に設立されましたは、吉利汽車 と 吉利控股集団 が共同投資しており、吉利の創設者兼会長 李書福 がジクリプトンの会長を務め、安従輝 が CEO を務めています。 ブランドは、NIOおよびTeslaに対してベンチマークを設定します。。 Zeekr 従業員の 70% は外部から採用され、30% は吉利汽車社内から採用されています。。
Zeekr の最初のモデル Zeekr 001 は、2021 年 4 月の 上海国際自動車産業博覧会 で発表されました, このモデルは当初Lynk & Coの名前で発売される予定だった。ジクリプトン 001 は 10 月 19 日に寧波杭州湾のジクリプトン スマート工場で生産ラインを稼働し、最初のバッチ 50 台が 10 月 23 日に納入され始めました。。 2022 年には、合計 71,941 台の Zeekr 001 車両が中国本土の 330 以上の都市に納入されました。。子会社の Zeekr Energy が 充電ステーション の建設と運営を担当しており、充電ステーションの最初のバッチが 2021 年 9 月 28 日に杭州で完成しました。。 2023年12月7日の時点で、ジクリプトンは136都市に850の充電ステーションを建設しており、そのうち406がジクリプトンの充電ステーションです、数量の点で中国本土の電気自動車ブランドのトップ 3 にランクされています。。
2021年12月、吉利汽車は、ZeekrがWaymoと協力して、米国のユーザー向けに完全電気自動運転のオンライン配車サービスを開発すると発表した、2022年11月発売モデル。 2022 年 1 月に、ジクリプトンは モービルアイ と協力の意向に達し、2024 年に L4 レベルの自動運転機能を備えた世界初の消費者グレードの 自動運転車 を発売する予定です。
2022年8月、ジクリプトンはCATLと提携し、CATLのキリン電池を搭載する最初の自動車ブランドとなった。キリン電池を搭載した初の純電気MPV ジクリプトン 009 は、2023 年第 1 四半期に発売される予定です。航続距離 1,000 キロメートルを超えるキリン電池バージョンのジクリプトン 001 も、2023 年 1 月に発売される予定です。が、1,000キロメートルのバッテリー寿命バージョン（「サウザンドマイルバッテリーライフパッケージ」）は数量限定で販売されます。
ジクリプトンは2023年12月14日、ジクリプトン007に初めて搭載される初の自社開発バッテリー「BRICバッテリー」の発売を発表した。
2024 年 5 月 24 日、Qihoo 360 は Zeekr と戦略的協力協定を締結しました。

### 資金調達と上場
2021 年 8 月 27 日、Zeekr は、戦略的投資家として Template:Le、CATL、Bilibili、Hongshang Group、Boyu Investment の導入を発表しました。総投資額は 5 億米ドルです。。2023 年 2 月 13 日、ジクリプトンは、7 億 5,000 万米ドルのシリーズ A 資金調達の完了を発表しました。投資家にはモービルアイの創設者兼 CEO のアムノン・シャシュア氏、CATL、[越秀産業基金]、コマース基金、衢州新安インテリジェント製造基金が含まれます。
2022年10月31日、吉利汽車はジクリプトンを分社化し、独立して上場する提案を発表したが、上場場所、提供規模、価格帯などはまだ発表されていない。吉利グループのブランドはそれぞれ異なる位置付けを持ち、運営、管理、財務上の独立性を求めているため、吉利は分社化して上場することを決定した。同年12月、ロイターは、ジクリプトンが米国でIPOを申請し、早ければ2023年の第2四半期にも上場する予定であると述べた。しかし、ジクリプトンの担当者はコメントを控えた。
2023 年 8 月 25 日、中国証券監督管理委員会 はジクリプトンの海外上場申請を承認し、この上場は 9 億 2,600 万株以下の普通株を発行し、ニューヨーク証券取引所 に上場する予定です。 11 月 10 日、ジクリプトンは 米国証券取引委員会 に目論見書を提出しました, ウェイジクリプトンは発行範囲や発行規模を公表していない。当時市場が低迷していたという市場の憶測により、ジクリプトンの米国でのIPO計画は延期されたが、上場計画はまだ進行中であると述べた。
2024 年 3 月 20 日、ジクリプトンは更新された登録届出書  を米国証券取引委員会に提出しました。 5月3日、ジクリプトンは米国証券取引委員会にレッドニシン目論見書を提出した。目論見書によると、ジクリプトンは1,750万株米国預託証券を発行し、各ADSは普通株10株に相当し、発行価格は1ADS当たり18～21ドルである。5 月 9 日、ジクリプトンはニューヨーク証券取引所に上場されました。この上場により、合計 2,100 万ドルの米国預託証券が発行され、引受会社がオーバーアロットメントを行使した場合、約 4 億 4,100 万ドルが調達されました。権利を取得すると、規模は5億700万米ドルに相当する2,415万株に拡大される、2021年10月以来、米国における中国企業による最大の株式公開となった。このオファリングでは、ジクリプトンの価値は完全希薄化後 55 億米ドルとなります。これにより、吉クリプトンは吉利ファミリーの9番目の上場企業となったと同時に、設立から上場までの全プロセスがわずか37か月（3年と3年）で中国の新エネルギー車ブランドの最速記録を破った。 1 か月)、以前よりも早く販売されています NIO、Xpeng、Li Auto、および Leapmotor。

### 海外レイアウト
2023 年 4 月 18 日、ジクリプトンは欧州市場に参入し、年内にまず スウェーデン と オランダ 市場に参入すると発表しました。。 7月10日、ジクリプトンはイスラエル・ユナイテッド・グループと、2023年第4四半期にイスラエルでジクリプトン001およびジクリプトンXを発売する契約に署名した。
2023年後半に、ジクリプトン001とジクリプトンXの欧州版は寧波杭州湾ジクリプトンスマートファクトリーの工場から出荷されヨーロッパに出荷される予定、オランダとスウェーデンでの納品が完了しました、累計販売台数4,000台を突破。 Zeekr がヨーロッパに輸出するモデルはすべて、ヨーロッパの E-NCAP の 5 つ星安全基準を満たしており、車両システムもヨーロッパの規制に準拠しており、9 か国語で地図ナビゲーション サービスを提供しています。およびヨーロッパ 32 か国。
2024 年 3 月に、Zeekr 001 と Zeekr X が UAE と サウジアラビア の市場に参入します。。 Zeekr の欧州市場展開は 2024 年に 8 か国に増加し、2026 年には 西ヨーロッパ 地域のほとんどをカバーすると予想されており、2024 年末までに Zeekr の販売ネットワークは 50 か国と地域をカバーするようになることが予想されます。同時に、東南アジア、中東、南米、オーストラリアなどの市場に参入します。
2024年6月19日、複数のロシアメディアは、中国のディーラーがロシアへのクリプトン電気自動車の販売を禁止されたと報じ、これらの制限は6月30日以降に実施されると述べた同社からの公式書簡を発表した。一部のロシアの自動車ディーラーは書簡の受領を確認しながらも、ジ・クリプトン社は正式な販売を行っていないが、大量に生産・輸入している企業では自動車の修理に使用されていると指摘し、米国による二次制裁のリスクに言及した。部品供給はもっと高価になるだろう。この影響はベラルーシにも及んでいるが、ベラルーシの輸入業者の一つであるウェストモーターズも、中国の提携業者から7月1日から並行輸入による配送が禁止されるという通知を受け取ったと述べた。 メーカーの吉利集団は制裁を受けることを望んでいないものの、自社ブランドを発展させるために欧州市場を模索していると見られており、ロシアとベラルーシへの自動車輸出を停止する予定だ。

### 会社再編
Hybrid 製品を主力製品とする姉妹ブランドである Lynk & Co は、2024 年に純電気市場への参入を突然発表しました。その最初の純粋な電気モデル Z10
は、Zeekr 007 と同じ Geely Haohan Architecture
を採用しています。価格は同じくセダンである Zeekr 007 と同様ですが、Zeekr 007 はより高度な 3 電気システムを搭載しており、同じ時期に他のブランドから多くの車が市場に出ているためです。この期間、Lynk & Co Z10 の市場パフォーマンスは良くありません。同時に、ジー・クリプトンも同年7月に将来的にハイブリッドモデルの発売を排除しないと発言しており、これをきっかけに両ブランド間の内部競争への懸念が吉利幹部も注目し始めた。問題。2024年9月、吉利控股集団は「泰州宣言」を発表し、各ブランドの位置付けをさらに明確にし、利益相反や投資の重複を削減し、グループの運営効率を向上させることを明らかにした。。
2024 年 11 月 14 日、吉利控股は、ジクリプトンと Lynk & Co の包括的な戦略的連携を促進するために、ジクリプトンと Lynk & Co の所有構造を最適化すると発表しました。Zeekrは、Geely Holdingが保有するLynk & Coの株式の20%を36億元（人民元、以下同）で取得し、Volvoが保有するLynk & Coの株式の30%を54億元で取得し、同時にLynk & Co. に 3 億 6,700 万元の追加資本を注入し、その時点で Lynk & Co の株式保有率は 51% に達する予定です。吉利控股はジクリプトンの株式11.3％を吉利汽車に譲渡し、これにより吉利汽車のジクリプトン株保有率は約62.8％となる。 同日、ボルボは関連取引の確認を発表し、取引が完了する2025年の第1四半期に70％を支払い、残りの30％と利息は取引完了の1年後に支払われる予定だ。 。 テクノロジーメディア 36氪 は、Zeekr は今後も現 CEO の An Conghui によって経営され続けるが、Lynk & Co ブランドは存続するが、チームとブランド戦略は Zeekr に統合されると報じた。。
2024 年 12 月 3 日、Zeekr と Lynk & Co の戦略的統合後、「Zhejiang Zeekr Intelligent Technology Co., Ltd.」の法人名は変更されません。合併後の新会社の名称は「Zeekr Technology Group」となります。略して「Zeekr」とLynk & Coのデュアルブランド車を所有しています。

## モデル
- Zeekr・001 - 2021年4月の上海モーターショーで発表された最初のモデル[5]。2021年10月に中国本土市場で発売された。2022年からは中国国外でも販売されている[42]。
- Zeekr・009 - 2022年発売の高級大型MPV
- Zeekr・X - 2023年発売のサブコンパクトクロスオーバー SUV[注 1]
- Zeekr・007 - 2023年12月発表のセダン
- Zeekr・Mix - 2024年発表のコンパクトMPV

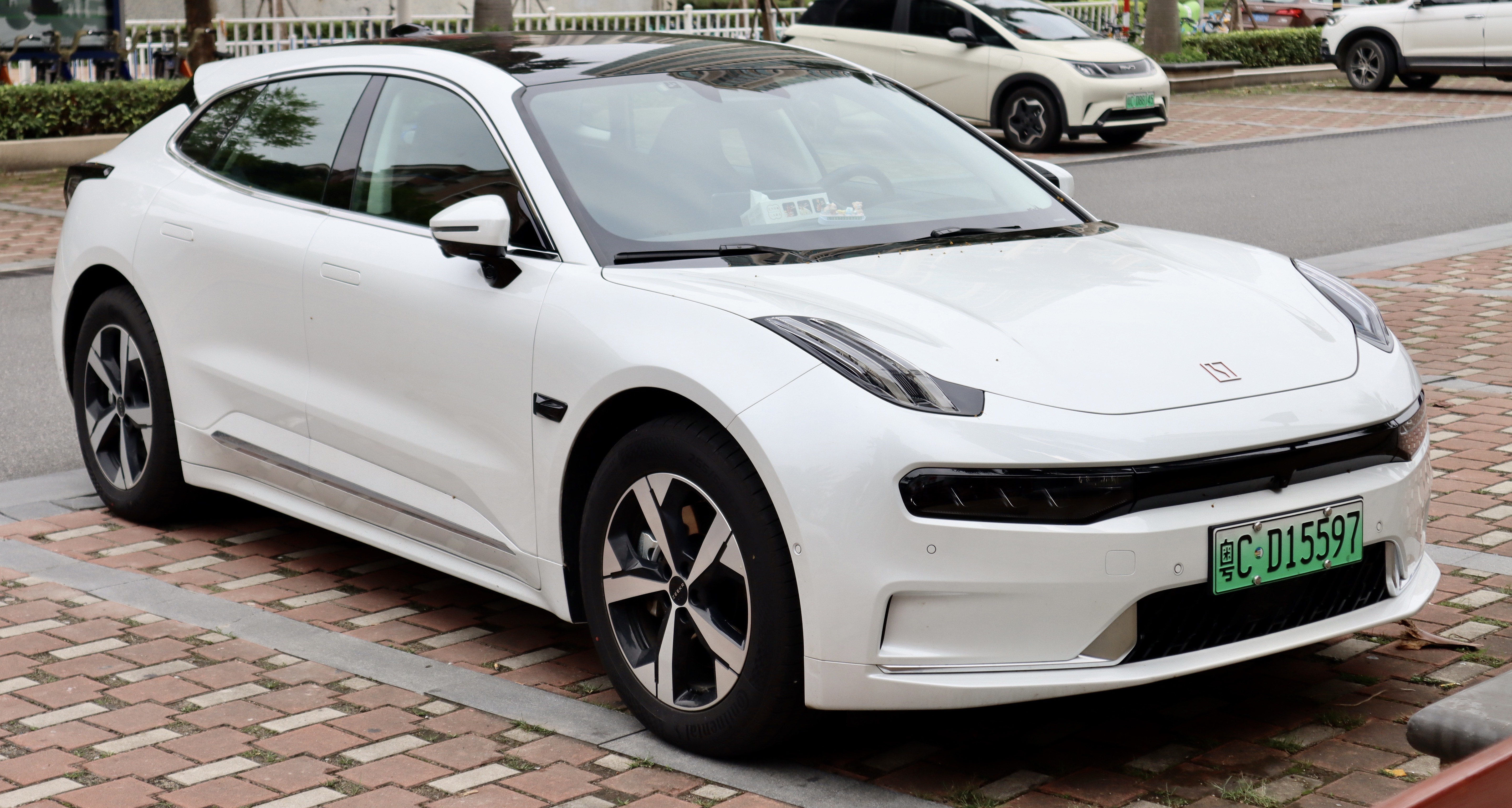
Zeekr 001
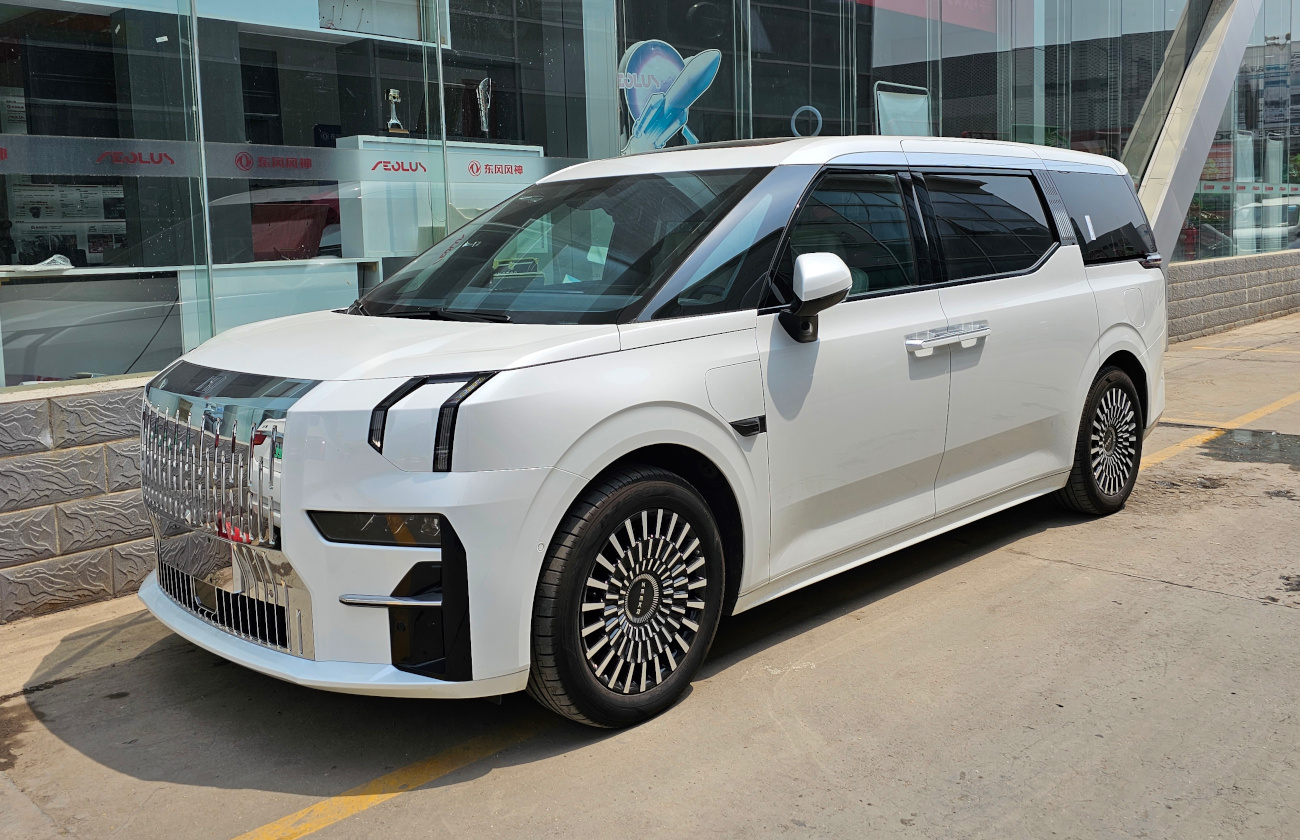
Zeekr 009
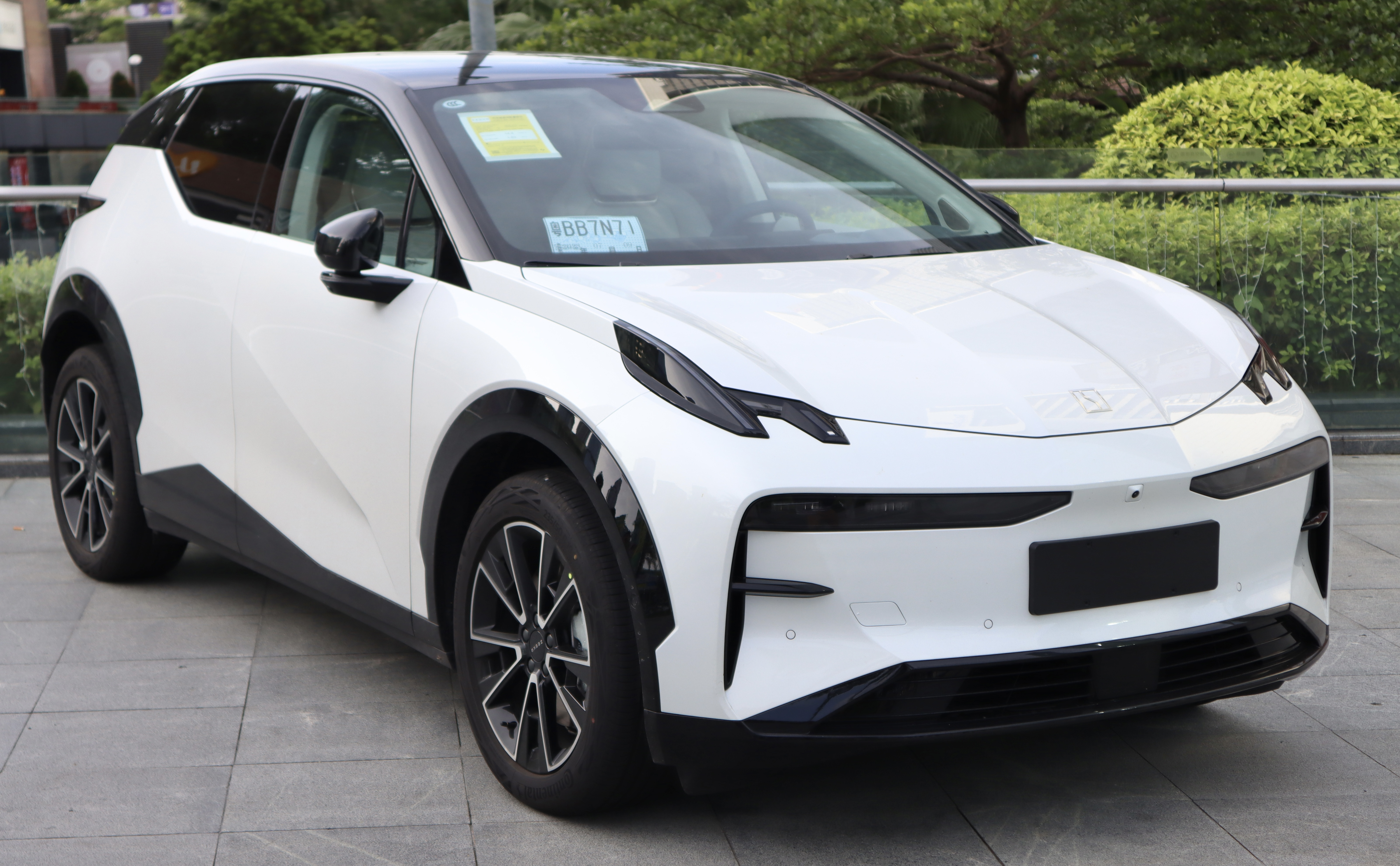
Zeekr X
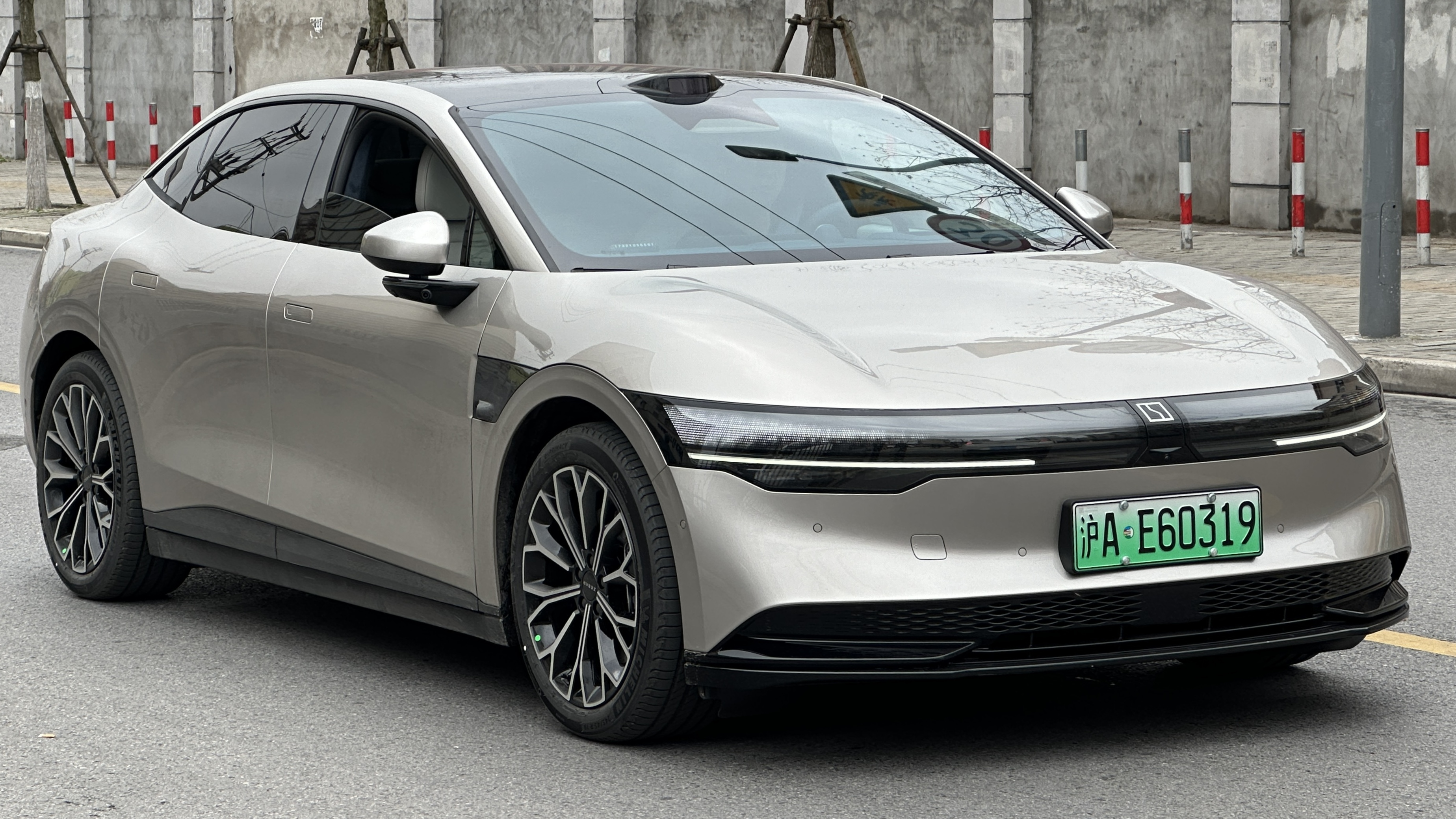
Zeekr 007

### コンセプトカー

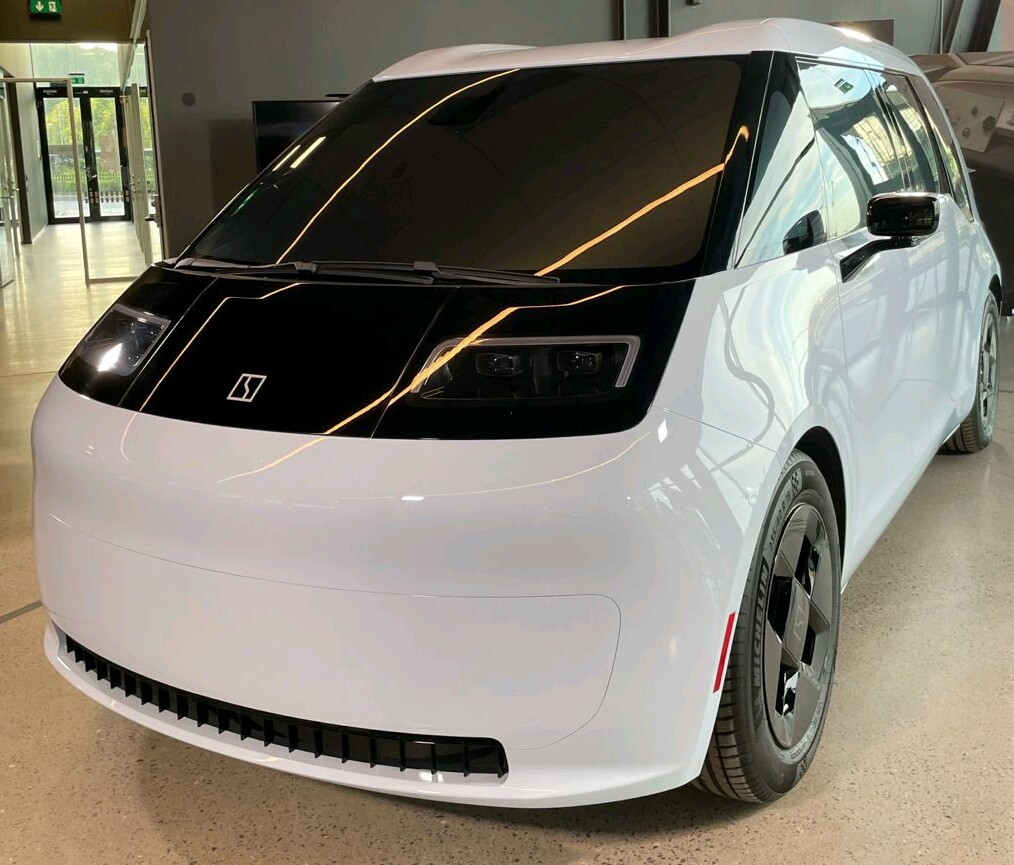
M-Vision

- M-Vision

## 子会社
- Zeekr Technology Europe - スウェーデン・ヨーテボリに位置する研究開発施設。ボルボ・CMAの開発施設から発展した。

## その他
- ブランド名は Generation Z（Z世代）とgeek（ギーク）[注 2]を組み合わせた造語である[43]。
- Zeekrは市場投入の初年度に中国で6,000台を販売した[44]。
- 2024年に発表されたZeekr 001の新型では、0～100km/h加速が3.3秒、航続距離675km（ロングレンジモデルは750km）を実現し5分間の充電でも256km分の航続が可能とされる。またモービルアイと共同開発した自動運転支援システム「ZEEKR AD」が搭載される[45]。